# Cadeira Portuguesa
A Cadeira Portuguesa é um símbolo das esplanadas portuguesas. 
O modelo 5008, popularmente chamado de Cadeira Portuguesa, foi criado pela ADICO nos anos 20. As primeiras cadeiras do modelo surgiram na capital, Lisboa, por volta dos anos da sua criação.
Este modelo passou a ser vulgarmente chamado de Cadeira Portuguesa por fazer parte do imaginário de milhões de Portugueses que já a sentem como sua. Basta pensar que é quase improvável encontrar um Português que nunca se tenha sentado nesta cadeira em algum momento da sua vida. Foi também largamente reproduzida e por diversas empresa que replicaram o modelo original ao longo dos anos devido ao seu sucesso.
A Cadeira Portuguesa é muito mais do que uma simples cadeira. É um símbolo da portugalidade reconhecido internacionalmente pelo seu desenho e história. Pelo que, quando um produto atinge este estatuto passa a ter lugar em qualquer tipo de espaço e acompanha qualquer tipo de decoração seja ela mais elaborada ou simples, de acordo com Miguel Rodrigues diretor geral da ADICO.
<< No final dos anos 80, a imagem do país quase foi destruída devido à propagação das cadeiras plásticas brancas. Mas, nos anos 90, com os preparativos da Lisboa Capital da Cultura Europeia e com a construção do Centro Cultural de Belém, uma revista italiana de arquitetura e design “Domus", publicou um artigo onde elogiou a cadeira “Portuguesa”. O edifício que fora projectado por Vittorio Gregotti e Manuel Salgado contou com a equipa do Atelier Daciano da Costa para a elaboração e escolha do mobiliário do CCB (Centro Cultural de Belém), que propôs entre outros modelos, a cadeira “Portuguesa” da ADICO. Para Daciano da Costa tratava-se de um design clássico modernista e bem português que era perfeito para as esplanadas do CCB.
Por volta do mesmo período a Câmara Municipal de Lisboa criou uma norma para obrigar os comerciantes a adoptarem, nomeadamente na Baixa, a cadeira “Portuguesa”, chegando ao ponto de escolher as cores conforme as zonas da cidade. O uso das cadeiras plásticas brancas foi abolido, parando assim com o degradamento e o desaparecimento das esplanadas.
Num artigo, de 1992, nos “Cadernos de Design” do Centro Português de Design, do qual o arquitecto e designer Sena da Silva que na altura era presidente, é então publicada na capa a cadeira e é baptizada com o nome de cadeira “Gonçalo”. 
Este tratava-se de um serralheiro da empresa Arcalo que, nos anos 50, terá recriado a cadeira a partir de um modelo anterior, sendo este também de sua autoria. A partir desse momento, a história da cadeira entrou em discórdia acerca da autoria da cadeira.
O Arquitecto René Herbst e co-fundador da União de Artistas Modernos e considerado um dos pioneiros do design moderno, criou um modelo desta cadeira que apenas se diferencia pelo facto de ser estofada e por estar indicada para o interior. Quando analisamos a história, podemos ver que as cadeiras de concepção tubular aparecem em Portugal por volta dos anos 30, em cafés e hospitais.
Podemos ver alguns desses exemplos no Café Nicola, no Rossio em Lisboa, inspirados na Bauhaus e nas cadeiras em tubo de aço curvado de alguns pioneiros do design, como Marcel Breuer, Mies van der Rohe e Mart Stam editados pela Thonet.
A cadeira “Portuguesa” tornou-se então uma atractiva figura “vintage” que tem sido sucessivamente reinterpretada por diversos designers e parece, ainda nos dias de hoje, continuarem as suas reedições. >>
No ano 2019, a empresa ADICO, de forma a alargar o seu ícone lançou o mesmo numa versão de polipropileno, conseguindo assim focar-se nas esplanadas portuguesas e uniformiza-las. É possível assim encontrar este modelo com as proporções originais na versão de ferro, alumínio e polipropileno.

A marca BICACHAIR apostou numa reedição tentado elevar a cadeira portuguesa a um patamar superior de qualidade, focando-se apenas neste modelo como inspiração para todas as suas colecções e estratégia. Esta marca redefine também o padrão de atenção dado a esta peça de uma forma completamente nova. Existe ainda uma nova versão desta cadeira criada em 2013 totalmente produzida em madeira pela AROUNDTHETREE com o nome  PORTUGUESROOTSCHAIR ( uma cadeira de Raízes Portuguesas ) com inúmeros prémios internacionais e presente na exposição permanente no MUDE ( Museu de Design e de moda ) .

## ADICO

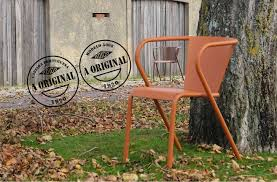
Cadeira Portuguesa

A Adico foi fundada em 1920 pelo Comendador Adelino Dias Costa.
Adelino Dias Costa, foi um dos maiores industriais do seu tempo, tendo, como vulgarmente se costuma dizer, subindo a corda a pulso. Natural de Avanca, no concelho de Estarreja, onde a Adico tem a sua sede, desde tenra idade mostrou um apetite empreendedor invulgar para a época e para o meio onde nasceu e cresceu.
Seu pai tinha uma pequena serralharia caseira, onde Adelino deu os primeiros passos na arte e ganhou gosto por este ofício. Com apenas dez anos, e à semelhança do que acontecia com muitos dos seus conterrâneos, logo pensou em emigrar para o Brasil, de onde chegavam notícias de gente que tinha conseguido melhores condições de vida, uma terra em que os horizontes eram melhores do que na sua localidade, com uma população maioritariamente camponesa e de baixa instrução.
E, de facto, ajudado por um tio, Adelino Dias Costa rumiu a terras de Santa Cruz com apenas doze anos. Começava, assim, o sonho de construir algo de importante, que encontrou as primeiras barreiras já em Belém do Pará. O pequeno emigrante, vítima de uma doença tropical, foi aconselhado a regressar à sua Terra Natal.
Passaram-se dois anos e a reabilitação do seu estado de saúde só foi possível graças a uma força interior invulgar que lhe deu ânimo para prosseguir na saga empreendedora de ir em busca dos seus sonhos. Adelino aconselhou-se com o seu pai e explicou-lhe que estava talhado a ser serralheiro e que queria entrar na oficina da sua terra, onde encontra-se um mestre a valer de quem aprendesse todos os segredos de trabalhar o ferro. Seu pai tentou demovê-lo, argumentando que a pequena serralharia que tinha dava apenas para pequenos gastos e que o trabalho no campo era, ainda assim, a fonte de rendimento. Adelino passou os dias da sua adolescência entre azáfama do cultivo, ao mesmo tempo que ia trabalhando peças para a lavoura na banca e forja da serralharia do seu pai.
Com vinte anos casou-se, ganhou outro tipo de independência em relação aos seus pais, com quem sempre manteve uma excelente relação. Mas haveria de ser chamado a cumprir serviço militar, em 1912. Domiciliou-se em Lisboa, terra de outras oportunidades, onde esperava conseguir dar azo ao seu grande objectivo profissional de vida. Depois de muito procurar conseguiu entrar para a Fábrica Portugal, de modo a poder dar-se como iniciado no fabrico de mobiliário metálico. Cedo deu nas vistas pela forma abnegada e perfeita como trabalhava os materiais e, passado apenas três meses já estava a ser transferido para a conceituada firma Silva & Silva.
No entanto, novo revés. Eclode, em 1914, a I Guerra Mundial e Adelino Dias Costa foi recrutado para prestar serviço nas colónias portuguesas, tendo sido distinguido pelos bons trabalhos efectuados na instituição castrense.
Só quatro anos depois surgiu a paz. O seu exemplar comportamento militar, os vários louvores recebidos e o grau de sargento miliciano faziam crer que o caminho de Adelino Dias Costa pudesse ser a carreira militar. Puro engano. O seu sonho de industrial continua bem vivo. Voltou a Lisboa para recomeçar a sua carreira de artífice na mesma firma, onde deixara grande cartel. Com a experiência começa a criar peças revolucionárias para a época e, em 1920 dá por terminada a sua fase de aprendizagem. Montou uma pequena oficina em Lisboa, onde trabalhou horas sobre horas, o que viria a debilitar o seu estado de saúde. Numa deslocação ao Porto, começou a estudar como se trabahava o fabrico de móveis metálicos no Norte do País.
Gostou do que viu e decidiu lançar-se na sua terra, Avanca, uma fábrica desta indústria: nasce assim a Adico.